# Basitropini
Basitropini es una tribu de coleópteros polífagos de la familia Anthribidae. Contiene los siguientes géneros:

## Géneros
- Basitropis Jekel, 1855
- Eugonus Schoenherr, 1833
- Gynandrocerus Lacordair, 1866
- Messalius Fairmaire, 1903
- Phaeniton Schoenherr, 1823
- Plesiobasis Jordan, 1939
- Sophronus Kuschel, 1998